# Застава ЛКП М2010
Застава ЛКП М2010 је полуаутоматски ловачки карабин израђен у Застави.

## Карактеристике
Застава ЛКП М2010 је настао модификацијом војних пушака. Калашњиков систем који је најпопуларнији принцип функционисања полуаутоматских и аутоматских пушака, заступљен је и на овој пушци. ЛКП М2010 одликује функционалност у свим теренским и климатским условима, има поуздан и безбедан тип механизма за окидање, има полимерски кундак са добрим ергономским рјешењим, и одлично је избалансиран, што резултира малом масом, малим трзајем и великом компактношћу. Цијев је израђена методом хладног ковања. Једниначна полуаутоматска паљба је начин на који се може дејствовати из овог оружја. Безбедносни аутоматски систем полуаутоматског ловачког карабина онемогућава опаљење прије него што је дошло до забрављења. Пуњење ове пушке се врши из одвојивог полимерског магацина (оквира). Задњи механички нишан је подесиви преклапајући, а предњи подесива мушица.